# 下入津村
下入津村（しもにゅうづむら）は、大分県南海部郡にあった村。現在の佐伯市の一部にあたる。

## 地理
日向灘に面する通称・入津湾の南岸に位置していた。

## 歴史
- 1889年（明治26年）4月1日、町村制の施行により、南海部郡竹野浦河内、西野浦が合併して村制施行し、下入津村が発足[1][2]。旧村名を継承した竹野浦河内、西野浦の2大字を編成[2]。
- 1955年（昭和30年）3月31日、南海部郡蒲江町、名護屋村、上入津村と合併し、蒲江町が存続して廃止された[1][2]。

## 産業
- 農業、漁業